# Famille Bárczy
La famille Bárczy de Bárcziház (bárcziházi Bárczy en hongrois) est une ancienne famille de la noblesse hongroise.

## Origines
La famille est originaire du comté de Gömör en Haute-Hongrie. Le roi Matthias Ier confirme en 1446 leurs possessions ancestrales de Osvát de Barcziház, de Alsókisfalu, ainsi que leurs domaines d'Izsép et de Bodollóház. Partisane de Jean Szapolyai, la défaite de ce dernier face à Ferdinand - dans un contexte politique tendu à la suite du décès du roi Louis II lors de la bataille de Mohács (1526) - entraîne la perte d'une partie des domaines de la famille. Au début du XVIIe siècle, certains de ses membres, placés dans une situation financière modeste, quittent le comté de Gömör pour la ville de Szihalom dans le comté de Borsod.

## Membres notables
- András Bárczy, notaire du comitat de Gömör en 1515.
- Imre Bárczy (fl. 1753), alispán (vice-comte suprême) de Torna.
- Gáspár Bárczy (1779–1851), magistrat (táblabiró) du comitat de Zemplén.
- Plusieurs membres de cette famille participèrent à la Révolution hongroise de 1848: Boldizsár Bárczy (1817-1849), tué comme lieutenant lors de la bataille de bataille de Temesvár (en), fils du précédent ; Dániel Bárczy (1818-1860), 1er lieutenant (janvier 1849) ; Sándor Bárczy  (1832-1863), lieutenant (janvier 1849) ; János Bárczy (1816-1863), capitaine en février 1849, il fut par la suite membre de la Garde du corps royale hongroise[1].
- István Bertalan Bárczy (1845-1897), conseiller ministériel à l'instar de son fils Elek (1887-1947).
- István Lajos Bárczy (1882, Budapest - 1952, La Tour-de-Teillez, Suisse), docteur en droit, secrétaire d'État au Cabinet du Premier ministre, il fut notamment le secrétaire personnel des Premiers ministres Wekerle et Károly Khuen-Héderváry, et le chef adjoint du département de la présidence (1913). À l'automne de 1919, après la victoire de la contre-révolution, il dirige le département présidentiel du cabinet du premier ministre. Secrétaire d'État (1922); titre de conseiller secret (titkos tanácsos), commandant du hussard. Il réchappe, durant l'occupation allemande, à une tentative d'assassinat. En 1945-1946, il fait d'importants témoignages dans plusieurs procès pour crimes de guerre[2],[3]. Fils du précédent.
- Gyula Bárczy (1863-1937), frère du précédent. Il fut, à l'instar de son oncle Andor (1861-1900), secrétaire ministériel.
- István Bárczy (1866-1943), homme politique hongrois, membre de la chambre des magnats, il fut notamment maire de Budapest. Né Sacher, il prit le nom de sa mère, Berta Bárczy de Bárcziház (1838°).
- János Bárczy (hu) (1917-1999), officier parachutiste, économiste et écrivain hongrois.

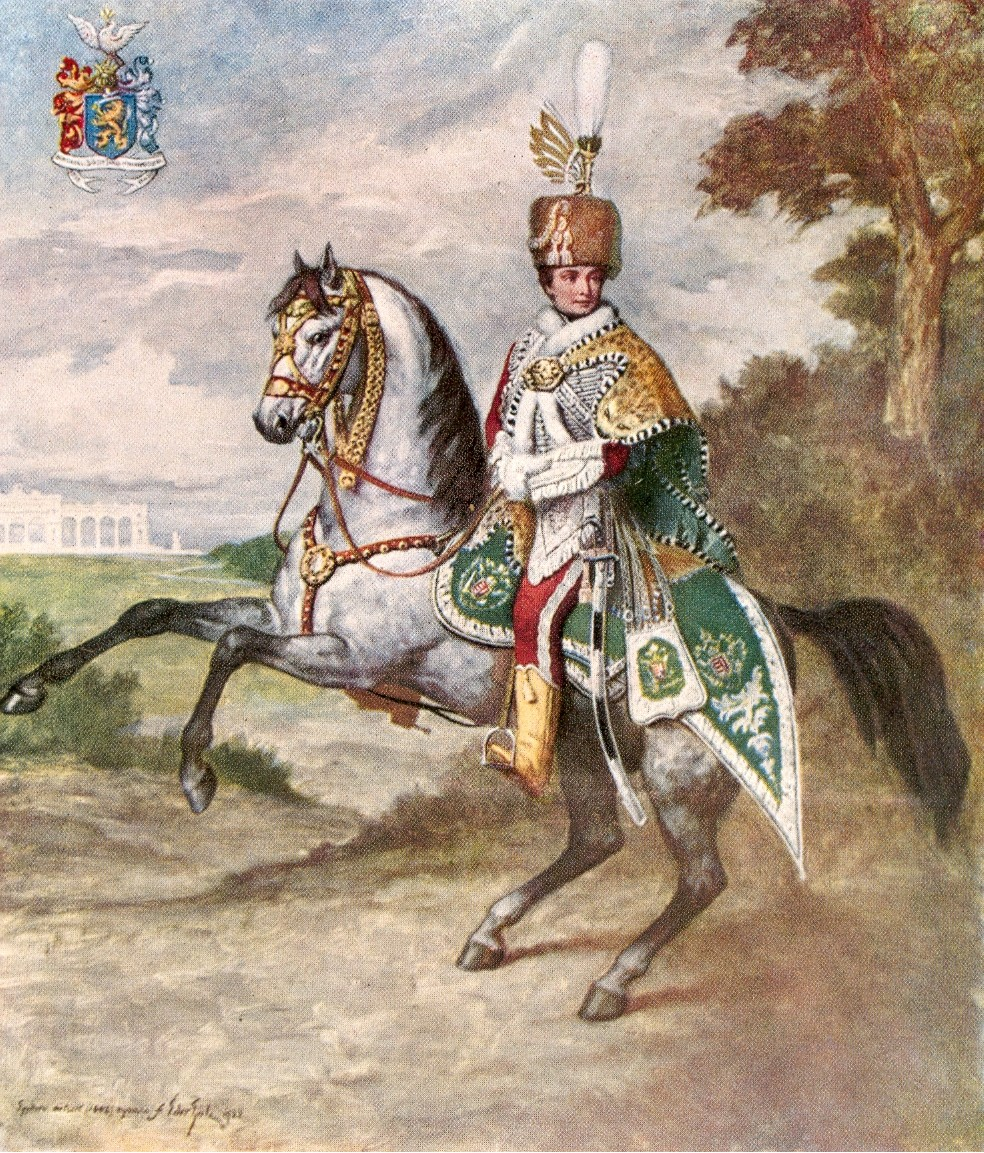
János Bárczy (1816-1863), membre de la Garde du corps royale hongroise.

## Pour approfondir